# Гельмут Мансек
Гельмут Мансек (нім. Helmut Manseck; 22 грудня 1914, Габельшвердт — 19 грудня 1997, Бонн) — німецький офіцер-підводник, капітан-лейтенант крігсмаріне, капітан-цур-зее бундесмаріне. Кавалер Німецького хреста в золоті.

## Біографія
8 квітня 1934 року вступив на флот. У вересні-жовтні 1939 року — 2-й вахтовий офіцер на есмінці «Еріх Штайнбрінк». З грудня 1939 року — 1-й вахтовий офіцер на торпедному катері T-2. В квітні-листопаді 1940 року пройшов курс підводника. З 23 грудня 1940 року — 1-й вахтовий офіцер на підводному човні U-553. У вересні-жовтні 1941 року пройшов курс командира човна. З 1 грудня 1941 по 7 квітня 1942 року — командир U-143, з 5 травня 1942 по 3 квітня 1944 року — U-758, на якому здійснив 5 походів (разом 209 днів у морі), з 6 серпня по 24 вересня 1944 року — U-3002, з 22 жовтня 1944 по 24 лютого 1945 року — U-3007, з березня 1945 року — U-3008. 11 травня 1945 року здався американським військам. 2 березня 1947 року звільнений.
Всього за час бойових дій потопив 2 кораблі загальною водотоннажністю 13 989 тонн.
| Дата            | Назва корабля    | Тип               | Тоннаж | Вантаж                                                                                      | Екіпаж | Загинули | Країна     | Конвой |
| --------------- | ---------------- | ----------------- | ------ | ------------------------------------------------------------------------------------------- | ------ | -------- | ---------- | ------ |
| 17 березня 1943 | Zaanland         | Торговий пароплав | 6,813  | Морожене м'ясо, пшениця і цинк                                                              | 53     | 0        | Нідерланди | HX-229 |
| 17 березня 1943 | James Oglethorpe | Торговий пароплав | 7,176  | 8000 тонн сталі, бавовни, продовольства і палубних вантажів (літаки, трактори і вантажівки) | 74     | 44       | США        | HX-229 |

## Звання
- Кандидат в офіцери (8 квітня 1934)
- Морський кадет (26 вересня 1934)
- Фенріх-цур-зее (1 липня 1935)
- Оберфенріх-цур-зее (1 січня 1937)
- Лейтенант-цур-зее (1 квітня 1937)
- Оберлейтенант-цур-зее (1 квітня 1939)
- Капітан-лейтенант (1 квітня 1942)

## Нагороди
- Медаль «За вислугу років у Вермахті» 4-го класу (4 роки)
- Іспанський хрест в бронзі з мечами (6 червня 1939)
- Нагрудний знак підводника (21 липня 1941)
- Залізний хрест
  - 2-го класу (21 липня 1941)
  - 1-го класу (1 квітня 1943)
- Німецький хрест в золоті (14 лютого 1944)